# جوش برينت
جوش برينت (بالإنجليزية: Josh Brent)‏ هو لاعب كرة قدم أمريكية أمريكي، ولد في 30 يناير 1988 في تولاري في الولايات المتحدة.

## وصلات خارجية
- جوش برينت على موقع مرجع كرة القدم المحترفة.كوم (الإنجليزية)